# Penny Vilagos
Penny Vilagos (Brampton, 17 de abril de 1963) é uma nadadora sincronizada canadiana, medalhista olímpica.

## Carreira
Penny Vilagos representou seu país nos Jogos Olímpicos de 1996, ganhando a medalha de prata em Barcelona 1992, no dueto com a irmã gêmea Vikcy Vilagos. 